# Selene

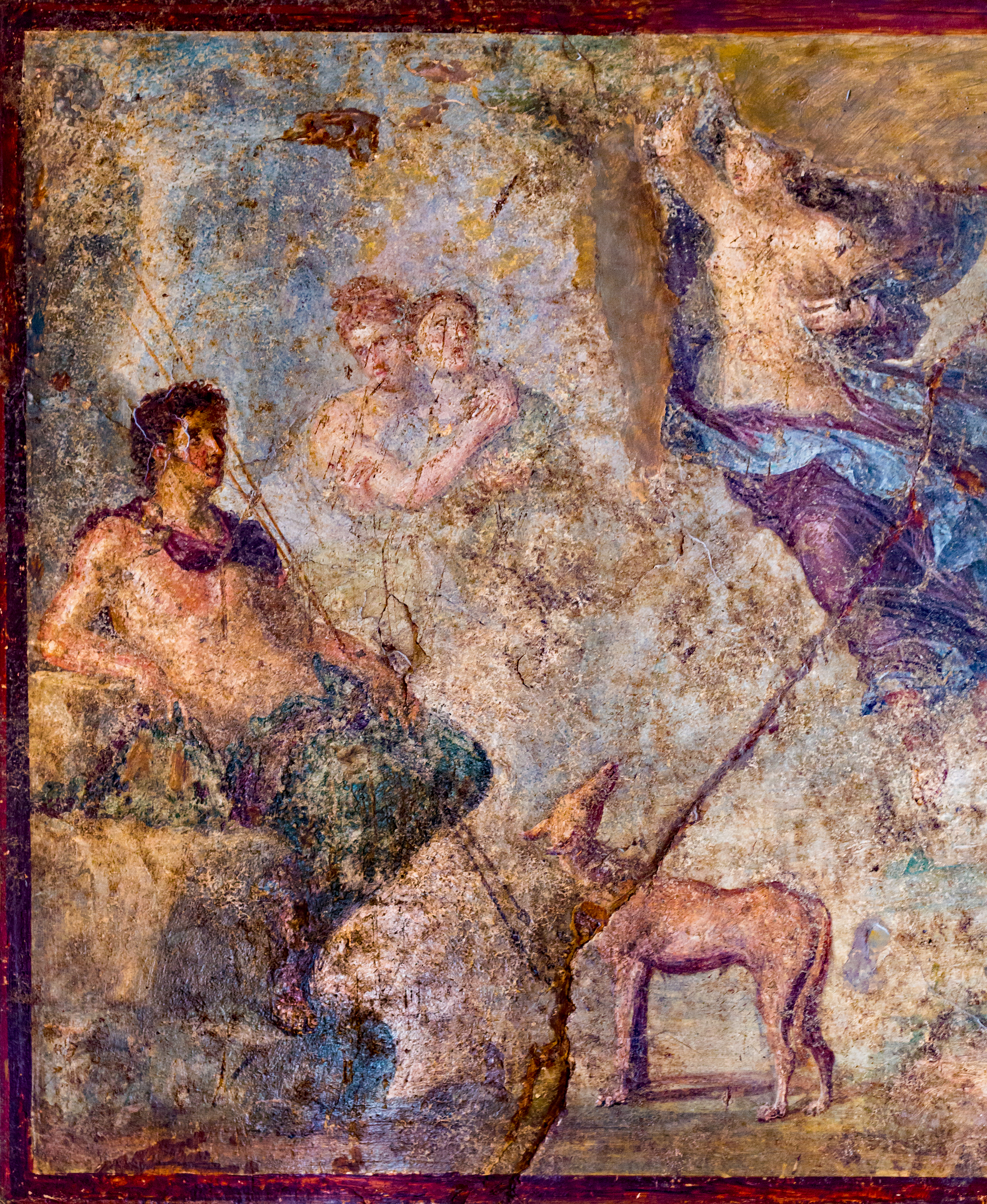
Selene e Endimião. Afresco antigo de Pompéia.

Selene, ou Selena (em grego:  Σελήνη, Selíní, "lua"), no mito grego, era a personificação da Lua. Ela é filha do titã Hiperião com a titânida Téa, e irmã de Hélio, personificação do sol, e de Éos, personificação do alvorecer. O equivalente de Selena no mito romano era Luna.

## Etimologia
A etimologia da Selene é incerta, mas se o nome é de origem grego, é provável que se conecte a palavra selas (σέλας), significando "luz".
Assim como Hélio, a partir de sua identificação com Apolo, é chamado Febo ("brilhante"), Selene, a partir de sua identificação com Ártemis, também é comumente referida pelo epíteto Phoebe (forma feminina). A Phoebe original da mitologia grega é a tia de Selene, a mãe titânida de Leto e Astéria, e avó de Apolo, Ártemis e Hécate. Também a partir de Ártemis, Selene às vezes era chamada de "Cíntia".
Selene também foi chamado Mene. A palavra de men (feminino mene), significa a lua, e o mês lunar. Era também o nome do deus-lua frígio Men.
É de Selene que vem o termo acadêmico selenolatria, que denota a adoração e subsequentes cultos à lua e a deidades lunares, independente de origem ou nacionalidade 

## Mitos e Atributos

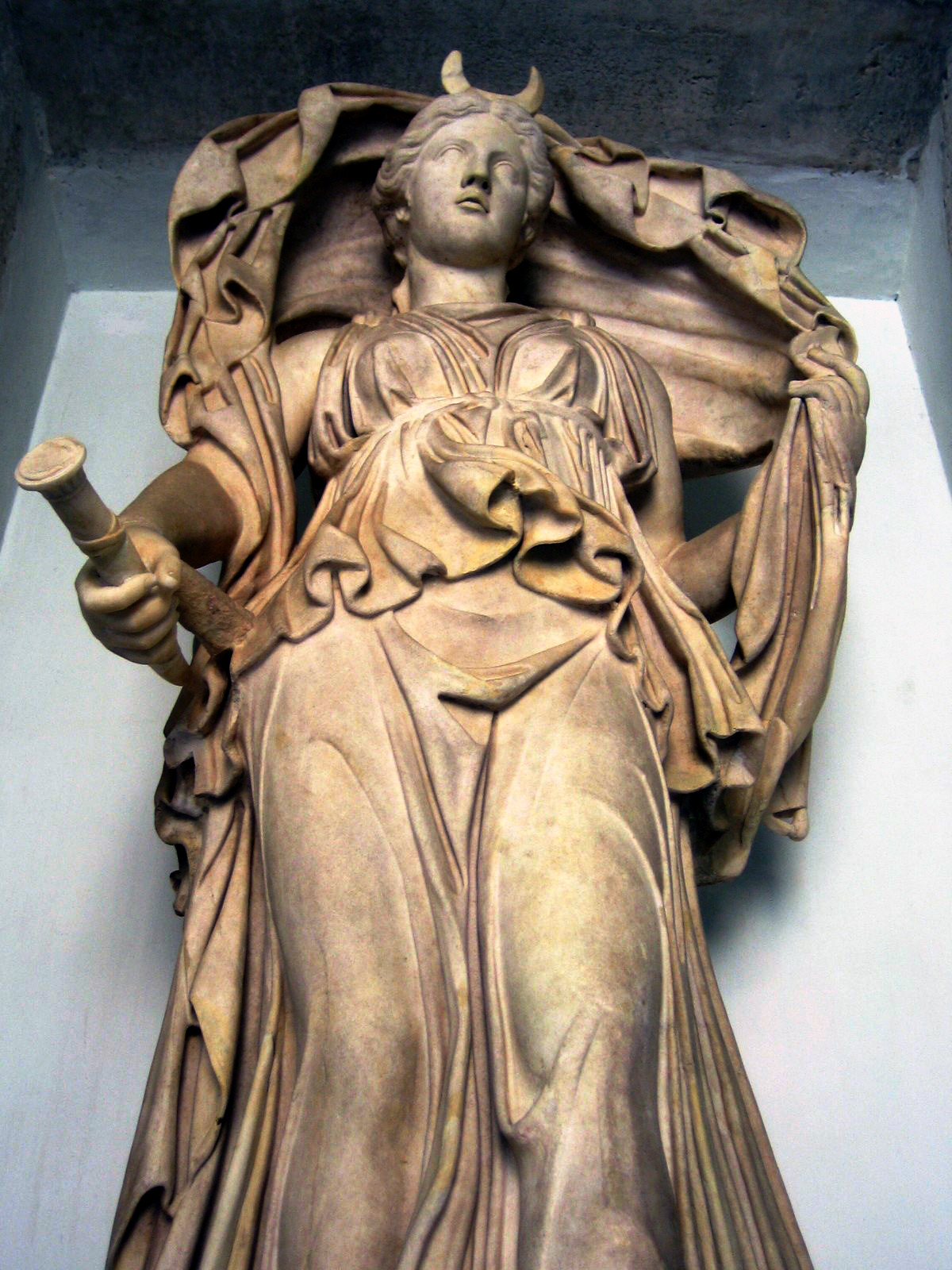
Luna ou Diana, portando uma tocha
escultura romana

Vários amantes são atribuídos a ela em vários mitos, incluindo Zeus, Pã, e o mortal Endimião. Em tempos clássicos, Selene foi muitas vezes identificada com Ártemis, assim como seu irmão, Hélio, foi identificado com Apolo. Ambos Selene e Ártemis também foram associados com Hécate, e todos os três eram considerados como deusas lunares, embora apenas Selene fosse considerada como a personificação da própria lua.
Na Arcádia, uniu-se a Pã, que a seduziu disfarçando-se com uma pele de ovelha e depois a presenteou com um rebanho de bois inteiramente brancos que ela usou para puxar seu carro noturno.
Com Antifemo ou Eumolpo, Selene teve o filho Museu, um adivinho renomado e grande músico, capaz de curar doentes com sua arte, que foi amigo inseparável, discípulo ou mesmo mestre de Orfeu.
Seu amante mais célebre, todavia, foi o jovem e formoso Endimião - um caçador ou pastor, segundo a maioria das variantes, ou um rei, segundo Pausânias. Segundo Apolônio, a pedido de Selene, Zeus prometeu a Endimião atender-lhe de imediato a um desejo, por mais difícil que fosse e ele pediu um sono eterno, para que pudesse permanecer jovem para sempre. Maravilhosamente belo, permanecia adormecido na encosta de uma montanha no Peloponeso, ou no monte Latmos, na Cária, perto de Mileto. Noite após noite, Selene descia atrás do monte para visitá-lo e cobri-lo de beijos.

## O Carro da Lua
Assim como Hélio conduz o carro do sol até o cair da noite para banhar os cavalos no oceano, Selene termina de banhar os seus e os conduz com o carro da lua pelos céus até o raiar do dia.

## Variante do mito de Endimião

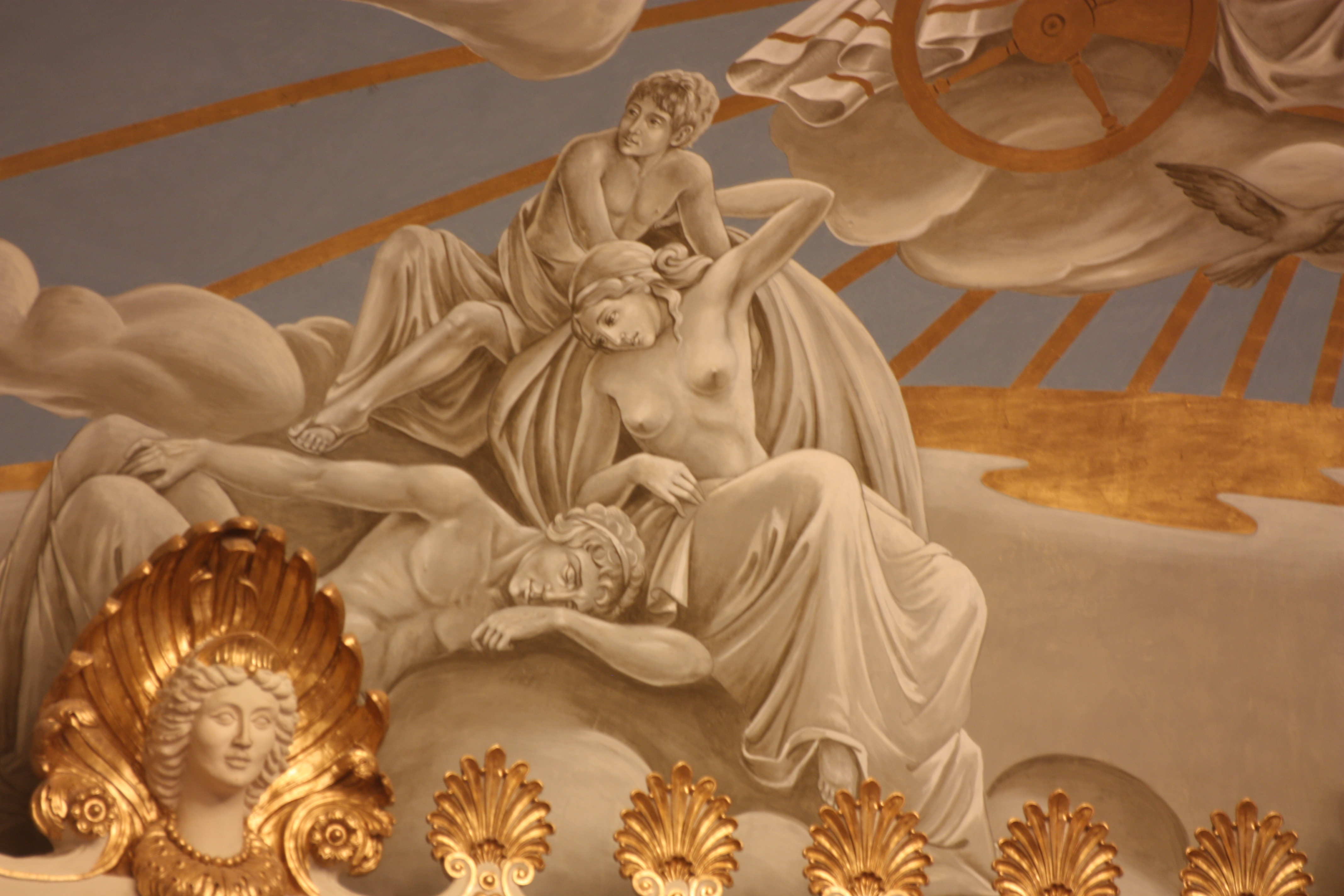
Selene e Endimião
Friedrich von Thiersch

Uma variante contada por Cícero relata que o sono mágico foi obra da própria deusa. Adormeceu-o, cantando, a fim de que pudesse encontrá-lo e acariciá-lo sempre que desejasse. Dessa paixão nasceram cinquenta filhas, as menas (uma das quais foi Naxos, a ninfa da ilha do mesmo nome) que representam os cinquenta meses lunares que existem em uma Olimpíada, período de quatro anos que regia o calendário grego.
Existiu um santuário de Endimião em Heracleia, na encosta sul do Latmos, uma câmara em forma de ferradura com um vestíbulo de entrada e um átrio sustentado por pilares.
Este mito contrasta com o de Eos, irmã de Selene que pediu a Zeus imortalidade para seu amante Titono, mas esqueceu-se de pedir também a juventude eterna. Sem poder morrer, o pobre Titono envelheceu e encolheu até se reduzir a um inseto dessecado.

## Os lunáticos
Na Grécia antiga, além de um nome próprio para a lua, Selena também era um substituto de mênê, sinônimo de lua que também era usado para denotar "mês", provavelmente por um tabu linguístico, uma vez que a lua estava ligada a um mundo perigoso e maléfico, como atesta o verbo grego antigo e coiné selêniazein, "ser ferido pela lua, tornar-se lunático, isto é, epiléptico, convertendo-se desse modo em adivinho ou feiticeiro". Com a incorporação dos mitos gregos pelo mundo romano, crendices como as dos malefícios lunares acabaram inevitavelmente incluídas.

A evidência da crença nos poderes maléficos lunares foi registrada pelos antigos evangelistas em duas passagens importantes do Evangelho de Mateus, Mateus 4:24 e Mateus 17:15. Na primeira, diz o texto: "e espalhou-se a sua fama (de Jesus) por toda a Síria e trouxeram-lhe todos os que tinham algum mal, possuídos de vários achaques e dores, os possessos, os lunáticos [selêniazoumenous], os paralíticos e curava-os". No segundo, "tendo ido para jundo do povo, aproximou-se dele um homem que se lançou de joelhos diante dele, dizendo: 'Senhor, tem piedade de meu filho, porque é lunático [hoti selêniazetai] e sofre muito".